# Жак Брел
Жак Ромѐн Жорж Брел (на френски: Jacques Romain Georges Brel, [ʒak ʁomɛ̃ ʒɔʁʒ bʁɛl]) е белгийски певец, автор на песни, актьор и режисьор.
Със своите задълбочени, деликатни и театрални песни, той си създава голяма и вярна публика – първоначално в Белгия и Франция, а след това и по света, като е смятан за един от майсторите на съвременния шансон. Макар да записва повечето си песни на френски, рядко и на нидерландски, той оказва влияние и върху англоезичната сцена, като англоезични адаптации на негови песни са записвани от известни изпълнители, като Дейвид Боуи, Скот Уокър, Рей Чарлз, Джуди Колинс, Джон Денвър, „Кингстън Трио“, Нина Симон, Шърли Бейси, Франк Синатра и Анди Уилямс.
В края на 60-те години, когато е на върха на славата си, Брел се отказва от концертна дейност и се ориентира към киното. Той играе с успех в 10 филма и режисира два, един от които – „Далечният Запад“ (Le Far West, 1973) – е номиниран за наградата „Златна палма“.

## Биография

### Ранни години
Жак Брел е роден на 8 април 1929 година в Схарбек в семейството на Ромен и Елизабет Брел, френскоезични фламандци. Баща му е бизнесмен, който по-късно става съсобственик на фабриката за картон „Ваннесте и Брел“. Жак и по-големият му брат Пиер са строго възпитавани и учат в католическото начално училище „Сен Виатьор“, където Жак е възпитан и дисциплиниран ученик, който се справя добре с четенето и писането, но има проблеми с аритметиката и нидерландския. Двамата братя са бойскаути, посещават летни лагери и редовно пътуват със семейството до Северно море. Първоначално живеят в Схарбек, след това се преместват в Синт Янс - Моленбек, а накрая се установяват в Андерлехт, където е и фабриката на „Ваннесте и Брел“.
През септември 1941 година Брел постъпва в реномираното средно училище Институт „Сен Луи“ в Брюксел. Там той участва активно в училищния театрален кръжок и започва да пише разкази, стихове и есета. През 1944 година започва да свири на китара, а през следващата година създава със свои приятели театрална група, за която пише пиеси. През последната си година в Института „Сен Луи“ пише разказа „Фредерик“, публикуван в училищно списание. Въпреки че демонстрира дарба за писане, той се справя зле с повечето училищни предмети.
През 1947 година Жак Брел завършва училище и през август започва работа в отдела за продажби на фабриката за картон на баща си. Той се включва в нейния футболен отбор, а през следващите години се ангажира активно и с католическата младежка благотворителна организация „Франш Корде“. Участва в ентусиазъм в нейни кампании за набиране на средства и дарения за сиропиталища и старчески домове.
През юни 1948 година Брел е взет в армията, преминава начално обучение в Лимбург, след което служи в транспортно-комуникационна част на военновъздушните сили в Зелик, днес чат от Асе. Военната служба не пречи на дейността му във „Франш Корде“, във връзка с която се запознава с Терез Михилсен, наричана от приятелите ѝ Миш. На 1 юни 1950 година двамата се женят в Лакен, а на 6 декември следващата година се ражда първата им дъщеря Шантал.

### Ранна кариера
През 1952 година Жак Брел започва да пише песни и да ги изпълнява на семейни събирания в някои брюкселски кабарета. Близките му са резервирани към техните остри текстове и неговите буйни емоционални изпълнения. През същата година негово изпълнение за пръв път е излъчено и по местна радиостанция. През януари има участия в кабарето „Роз“ в Брюксел, а през следващия месец сключва договор с „Филипс Рекърдс“ и записва първата си грамофонна плоча с песента Il y a, която е издадена през март. След излизането на записа Жак Канети, художествен директор във „Филипс Рекърдс“, му предлага да се премести в Париж, където би имал повече възможности за професионална изява. Въпреки съпротивата на семейството си и допълнителното напрежение след раждането на втората му дъщеря Франс на 12 юли, през есента на 1953 година Брел заминава за Париж.
В Париж Брел започва да работи усилено, за да си създаде репутация като музикант, и успява да си осигури първи участия в парижки кабарета, като „Еклюз“, „Ешел дьо Жакоб“ и ръководеното от Жак Канети „Троа Боде“. Междувременно, за да се издържа, дава и уроци по китара.
В началото на 1954 година Жак Брел участва в музикален конкурс в белгийския курорт Кноке, където е класиран 27-и от 28 участници. В същото време с участието си той привлича вниманието на вече известната певица Жулиет Греко, която изпълнява на свой концерт в парижката зала „Олимпия“ неговата авторска сатирична песен Le diable (Ça va), а малко по-късно я записва. През юли самият Брел за пръв път пее в „Олимпия“, а след това участва в първото си френско турне, заедно с други изпълнители, сред които Дарио Морено, Филип Кле и Катрин Соваж. В края на година „Филипс Рекърдс“ издават дебютния му албум, 10-инчова дългосвиреща плоча с девет песни, озаглавена Jacques Brel et ses Chansons.
През февруари 1955 година Брел се запознава с Жожо Паские, който ще стане негов най-близък приятел, мениджър и личен шофьор. През март съпругата и децата му идват при него във Франция и семейството се установява в парижкото предградие Монтрьой. През юни Брел е част от организираното от Жак Канети турне из Франция „Фий дьо Папа“, в което участват и Франсоаз Дорен, Перет Суплекс и Сюзан Габриело.
През март 1956 година Жак Брел изнася концерти в Северна Африка, Амстердам, Лозана и Белгия. През юли се запознава в Гренобъл с Франсоа Робер, класически пианист, който по-късно участва в негови записи и аранжименти и който изиграва важна роля за попълване на пропуските в музикалното му образование. През септември записва песента Quand on n'a que l'amour, която се превръща в първия му голям успех – издадена през ноември от „Филипс“ като част от 7-инчова плоча, тя достига трето място във френската музикална класация.
През февруари 1957 година Брел пее в Театър „Аламбра“ с Морис Шевалие, Мишел Льогран и балерината Зизи Жанмер, а през април издава втория си студиен албум Quand on n'a que l'amour, включващ вече популярната заглавна песен. Той е записан в Театър „Аполо“ в Париж в акомпанимент на оркестър, дирижиран от Андре Поп и Мишел Льогран. През ноември се запознава с Жерар Жуане, друг пианист, който през следващите години често му акомпанира по време на турнета и с когото си сътрудничи върху някои от най-известните си песни.
През февруари 1958 година съпругата на Брел се връща с двете им деца в Белгия, а той се премества в наета стая, в която живее в редките периоди, когато не е на турне. През март и април записва третия си албум Au Printemps, който е издаден по-късно през същата година. През май е на първото си турне в Канада, където се запознава с Феликс Льоклерк, а на 23 август в Белгия се ражда третата му дъщеря Изабел. През ноември изнася голям концерт в Арлон със Стефан Стеман, а през декември участва с голям успех в концерт на Филип Кле в „Олимпия“ в Париж, където му акомпанират Жерар Жуане и Франсоа Робер.
През януари 1959 година Жак Брел подписва нов договор с „Филипс Рекърдс“ и продължава с интензивните турнета. През март е водещ изпълнител със Серж Генсбур в представление в „Троа Боде“. През септември записва четвъртия си албум La Valse à Mille Temps с Франсоа Робер и неговия оркестър. На 20 ноември пее с Шарл Азнавур в брюкселската зала „Ансиен Белжик“. По това време спира да си акомпанира на китара и се концентрира върху все по-театралните си вокални изпълнения. Той вече има многобройни ентусиазирани почитатели в цяла Франция и с голям успех оглавява новогодишния концерт на известния парижки клуб „Бобино“.

### 60-те години на ХХ век
От януари 1960 година Шарл Маруани, новият импресарио на Жак Брел, организира поредица от международни турнета, които му донасят международна известност. В продължение на цялата година Брел пее в Съветския съюз, Близкия Изток, Канада и Съединените щати. Американското турне става повод и за първия му албум, издаден в Съединените щати – American Début, компилация от стари записи, издадени от „Кълъмбия Рекърдс“.
След края на турнетата си, през януари 1961 година Брел се завръща в Париж с концерт в „Бобино“. По това време акордеонистът Жан Корти вече е постоянен участник в съпровождащата му група. Между 22 февруари и 12 април Брел записва петия си албум за „Филипс“, озаглавен No. 5, включващ станалите по-късно известни песни Marieke и Le Moribond. През март отново е на турне в Канада, като в Монреал се запознава с актрисата и певица Клерет Одера, с която поддържат приятелски отношения през следващите години, а с Реймон Девос изнасят общ концерт в „Комеди Канадиен“. През май изнася концерт в Хага, а межд12 и 29 октомври – в „Олимпия“ в Париж, на мястото на отменени в последния момент концерти на Марлене Дитрих. Много критици сочат тези вдъхновени изпълнения като повратна точка в кариерата му, които го превръщат в новата голяма звезда на френския шансон.
През март 1962 година Жак Брел напуска „Филипс Рекърдс“ и подписва петгодишен договор с „Баркли Рекърдс“, който по-късно удължава с още шест години. Първият му албум с новия лейбъл е Enregistrement Public à l'Olympia 1961 със записи от концертите му в зала „Олимпия“ предишната есен. На 6 март записва и първата си песен за „Баркли“ – Le plat pays, последвана от останалите песни от шестия му студиен албум Les Bourgeois, сред които са Madeleine, Les Biches и La Statue. През октомври той основава собствено музикално издателство, „Едисион Мюзикал Пушенел“, директор на което става съпругата му Миш. През ноември записва като сингли Les Bigotes, Quand Maman reviendra, Les Filles et les chiens и La Parlote.
През април 1963 година Брел отново има концерти в „Бобино“, а през юли е в основната програма на музикалния конкурс в Кноке, където за пръв път изпълнява Mathilde. Връща се и за нов ангажимент в Олимпия с Изабел Обре като поддържащ изпълнител и отново има голям успех сред критиката и публиката, особено с емоционалното изпълнение на Amsterdam. В началото на следващата година един след друг умират родителите му – баща му на 8 януари от бронхопневмония, а майка му на 7 март.
През 1964 година Жак Брел открива ново хоби – авиацията. Той преминава курсове за любител пилот и си купува малък самолет. През цялата година продължава интензивните си турнета, а в края ѝ издава концертния албум Enregistrement Public à l'Olympia 1964. По това време нараства популярността му и в Съединените щати, където Род Маккюън започва да адаптира негови песни с английски текст, а една от тях – Seasons in the Sun, базирана на Le Moribond „Кинстън Трио“ – е записана от популярната фолк група „Кингстън Трио“. През 1965 година „Рипрайз Рекърдс“ получават правата от „Баркли“ и издават в Съединените щати албум на Брел, озаглавен Jacques Brel.
На 25 март 1965 година Брел изнася голям концерт в „Кюрхаус“ в Хага, а през септември и октомври провежда петседмично турне в Съветския съюз. На 6 ноември записва в Париж песните Fernand, Les Désespérés и Ces gens-là, а на 4 декември има успешен концерт в „Карнеги Хол“ в Ню Йорк.
Към 1966 година Жак Брел става все по-изтощен от напрегнатата си концертна програма. През април той е на турне в Джибути, Мадагаскар, Реюнион и Мавриций. На 21 август, когато се намира за пореден концерт във Вител, той обявява пред музикантите, с които работи, решението си да прекрати своите турнета. Малко по-късно той заявява публично, че няма какво повече да даде на музикалния свят и че иска да посвети повече време на други свои проекти.
В продължение на три седмици през октомври 1966 година дава поредица от прощални концерти в парижката зала „Олимпия“, които събират хиляди почитатели. На 1 ноември изнася последния си концерт в „Олимпия“ и след силно емоционално изпълнение е върнат седем пъти на сцената от аплодисментите на публиката. През следващите шест месеца той продължава да изнася концерти, за които е ангажиран от по-рано – на 15 ноември изнася последния си концерт в Брюксел, по-късно през същия месец – последния си концерт във Великобритания в „Роял Албърт Хол“, в края на януари – последен концерт в Ню Йорк в „Карнеги Хол“. Последният му концерт е на 16 май 1967 година в Рубе в северна Франция. През този период много негови приятели, сред които известният музикант Шарл Азнавур, се опитват да го убедят да преосмисли решението си да се оттегли, но без успех.
През януари 1967 година Брел довършва записите на нов студиен албум – Jacques Brel 67, който е издаден по-късно през същата година и включва Mon enfance, Fils de..., Les bonbons 67 и La Chanson des vieux amants. По време на престоя си в Ню Йорк по това време той гледа мюзикъла на Мич Ли Man of La Mancha, базиран на романа на Мигел де Сервантес „Дон Кихот“, който силно го впечатлява и той започва да обмисля да го постави в Европа в превод на френски. Към края на годината той си купува яхта с неизяснени още планове за околосветско пътешествие.
След като прекратява концертната си дейност, Брел се фокусира върху театъра и киното и през остатъка от живота си записва само четири студийни албума. През септември 1968 година записва песните за албума J'arrive, който излиза по-късно през същата година и освен заглавната песен включва Vesoul, Je suis un soir d'été и Un Enfant.
На 21 декември 1967 година излиза първят филм с участието на Жак Брел – Les risques du métier на Андре Каят, в който той изпълнява главната роля на учител, обвинен от свои ученички в сексуално насилие, като пише и музиката към филма заедно с Франсоа Робер. През следващата година пише музиката с Робер за La Bande à Bonnot на Филип Фурастие, в който изпълнява и ролята на белгийския анархист от началото на XX век Реймон Калмен.
През октомври 1968 година в Брюксел се състои премиерата на мюзикъла на L'Homme de La Mancha – Жак Брел е автор на сценария (адаптация на романа „Дон Кихот“ на Мигел де Сервантес), режисьор на постановката и изпълнител на главната роля. В ролята на Санчо Панса му партнира Дарио Морено, който обаче загива трагично десет дни преди планираната за 11 декември парижка премиера на мюзикъла. Въпреки това постановката е представена по план в Театър „Шанз-Елизе“, като ролята на Санчо Панса поема Робер Манюел. Спектакълът има голям успех и се играе 150 пъти, като последното му представление е на 17 май 1969 година. Между 23 и 27 ноември 1968 година Брел и останалите изпълнители на мюзикъла записват и студиен албум с песните от него, също озаглавен L'Homme de la Mancha.

### Последни години
През март 1970 година Жак Брел изнася еднократен спектакъл в зала „Плеел“ в Париж, но не изпълнява песни, а рецитира текста на симфоничната приказка „Петя и вълкът“ на Сергей Прокофиев и на приказки за слончето Бабар от Жан дьо Брюноф.
През 1972 година Брел подписва 30-годишен договор с лейбъла „Диск Баркле“ и издава албум, който не съдържа нови песни, а презаписи на 11 известни песни от началото на кариерата му. Той е озаглавен Ne me quitte pas и наред със заглавната песен включва още Marieke, Les Flamandes, Quand on n'a que l'amour, Les Biches, Le Moribond, La Valse à mille temps, Je ne sais pas.
В 1973 година Жак Брел се сблъсква със сериозни здравни проблеми, които пет години по-късно довеждат и до неговата смърт. От 1975 г. той се установява да живее на Маркизките острови, където умира. Гробът му е в близост до този на Пол Гоген.

## Творчество

### Дискография
- 1953: „La Foire / Il y a“
- 1954: „Jacques Brel et ses chansons“
- 1957: „Quand on n'a que l'amour“, „Heureux Pardons“, …
- 1958: „Je ne sais pas“, „Au printemps“, …
- 1959: „La Valse à mille temps“, „Ne me quitte pas“, „Je t'aime“, „Isabelle“, „La Mort“, …
- 1961: „Marieke“, „Le Moribond“, …
- 1962: „Olympia d'octobre 1961“
- 1963: „Les Bigotes“, „Les Vieux“, „La Fanette“, …
- 1964: „Jef“, „Les Bonbons“, „Mathilde“, „Amsterdam“, …
- 1964: „Olympia 1964“
- 1965: „Ces gens-là“, „Fernand“, …
- 1967: „67“, …
- 1968: „Vesoul“, „L'Éclusier“, …
- 1970: „L'Homme de la Mancha“
- 1977: „Les Marquises“
- 1988: „L'Intégrale“
- 2003: „Coffret intégral 2003“

### Филмография
| година | филм                           | оригинално заглавие         | роля              | режисьор       |
| ------ | ------------------------------ | --------------------------- | ----------------- | -------------- |
| 1968   | Професионални рискове          | Les Risques du métier       | Жан Дюз           | Андре Каят     |
| 1968   | Бандата Боно                   | La Bande à Bonnot           | Раймон Калемен    | Филип Фурасти  |
| 1969   | Моят чичо Бенжамен             | Mon oncle Benjamin          | Бенжамен          | Едуар Молинаро |
| 1970   | Мон-Драгон                     | Mont-Dragon                 | Жорж Дармонд      | Жан Валер      |
| 1971   | Убийци в името на реда         | Les Assassins de l'ordre    | Бернар Лавел      | Марсел Карне   |
| 1971   | Франц                          | Franz                       | Леон              | Жак Брел       |
| 1972   | Приключението си е приключение | L'aventure c'est l'aventure | Жак               | Клод Льолуш    |
| 1972   |                                | Le Bar de la Fourche        | Винсент ван Хорст | Ален Льован    |
| 1973   | Далеч на запад                 | Far West                    | Жак               | Жак Брел       |
| 1973   | Размирникът                    | L'Emmerdeur                 | Франсоа Пиньон    | Едуар Молинаро |